# روتي آغا
روتي آغا (بالألمانية: Ruti Aga) (و. 1994  م) هي منافسة ألعاب القوى إثيوبية، أحرزت المرتبة الأولى في ماراثون طوكيو 2019 في فئة السيدات.

## روابط خارجية
- روتي آغا على موقع الاتحاد الدولي لألعاب القوى (الإنجليزية)
- روتي آغا على موقع الدوري الماسي (الإنجليزية)
- روتي آغا على موقع اللجنة الأولمبية الدولية (الإنجليزية)